# Стабио (Ђенова)
Стабио је насеље у Италији у округу Ђенова, региону Лигурија.
Према процени из 2011. у насељу је живело 158 становника. Насеље се налази на надморској висини од 404 м.